# Katalonien-Rundfahrt 2006
Die 86. Katalonien-Rundfahrt war ein Rad-Etappenrennen, das vom 15. bis 21. Mai 2006 stattfand. Das Rennen wurde über sieben Etappen mit einer Gesamtlänge von 931,3 Kilometern ausgetragen und zählte zur UCI ProTour 2006.
Neben den 20 UCI ProTeams erhielten die spanischen Teams Comunidad Valenciana, Kaiku, Relax-GAM, Andalucía-Paul Versan und 3 Molinos Resort eine Wildcard.

## Etappen
| Etappe    | Tag     | Start – Ziel                     | km         | Etappensieger         | Gesamtwertung           |
| --------- | ------- | -------------------------------- | ---------- | --------------------- | ----------------------- |
| 1. Etappe | 15. Mai | Salou – Salou                    | 12,6 (EZF) | Fabian Cancellara     | Fabian Cancellara       |
| 2. Etappe | 16. Mai | Cambrils – Cambrils              | 156,8      | Luis Pérez Romero     | Fabian Cancellara       |
| 3. Etappe | 17. Mai | Salou – Sant Carles de la Ràpita | 176,7      | Thor Hushovd          | Thor Hushovd            |
| 4. Etappe | 18. Mai | Perafort – Vallnord              | 225        | Carlos Castaño        | Carlos Castaño          |
| 5. Etappe | 19. Mai | Llívia – Manlleu                 | 161,5      | Adolfo García Quesada | Carlos Castaño Panadero |
| 6. Etappe | 20. Mai | Manlleu – Lloret de Mar          | 166,4      | Matej Mugerli         | David Cañada            |
| 7. Etappe | 21. Mai | Lloret de Mar – Barcelona        | 121,6      | Daniele Bennati       | David Cañada            |